# 8378 Sweeney
8378 Sweeney è un asteroide della fascia principale. Scoperto nel 1992, presenta un'orbita caratterizzata da un semiasse maggiore pari a 2,5718640 UA e da un'eccentricità di 0,2082457, inclinata di 15,10258° rispetto all'eclittica.